# Pessocosma prolalis
Pessocosma prolalis is een vlinder uit de familie van de grasmotten (Crambidae), uit de onderfamilie van de Spilomelinae. De wetenschappelijke naam van deze soort is voor het eerst voorgesteld als Epipagis prolalis door Pierre Viette en Henry Legrand in een publicatie uit 1958.
De soort komt voor op de Seychellen (Aldabra, Cosmoledo, Menai).